# Джон Булл (паровоз)

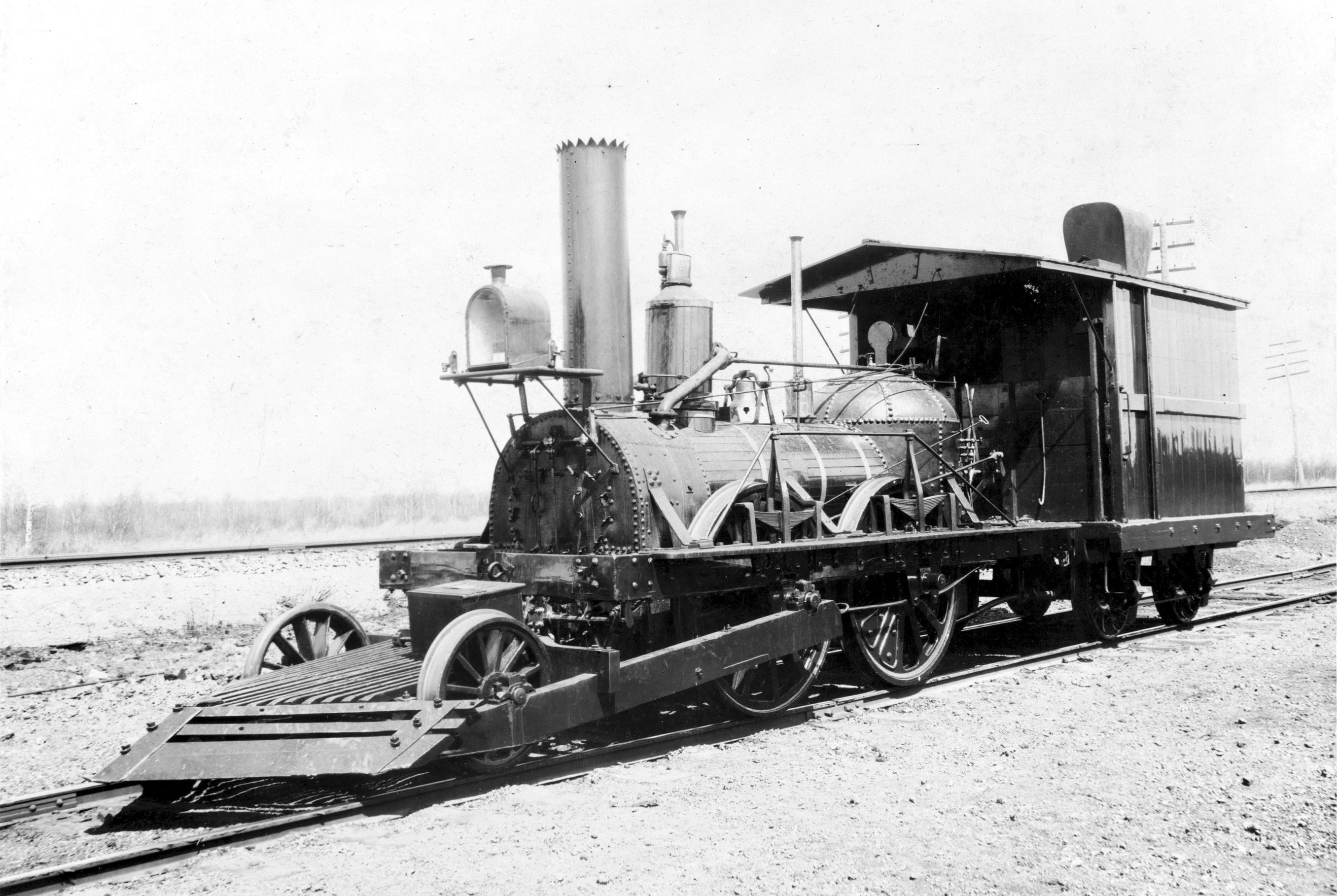
«Джон Буль». Фото 1893 года.

«Джон Буль» (англ. John Bull, дословно — «Джон Бык») — паровоз типа 1-2-0, работавший в 1833—1866 годах на первой железной дороге штата Нью-Джерси.

## История
Паровоз создавался в Великобритании под руководством Роберта Стефенсона для американской железнодорожной компании «Камден и Эмбой» (англ. Camden and Amboy Railroad; C&A). Постройка закончилась в 1831 году в Ньюкасле.
Паровоз был отправлен в США в разобранном виде. На месте, инженер компании Исаак Дриппс (англ. Isaac Dripps) собрал паровоз, хотя никаких сборочных чертежей у него не было. Паровоз заработал в сентябре 1831 года и 12 ноября состоялась одна из пробных поездок — пассажирами стали президент компании и высокопоставленные гости.
До окончания постройки железной дороги локомотив находился в депо; строительные работы до 1833 года обслуживались гужевым транспортом. Компания «Камден и Эмбой» присваивала номера и имена своим первым локомотивам. Так, «Джон Буль» изначально получил номер «1», и имя «Стивенс» (англ. Stevens), в честь первого президента компании. Со временем, машинисты прозвали его «Старина Джон Буль» (англ. the old John Bull), в честь популярного британского персонажа. Затем имя сократилось до «Джона Буля», и название «Стивенс» вышло из обращения.
В настоящее время находится в музее железных дорог в Пенсильвании.